# Idactus strandi
Idactus strandi är en skalbaggsart. Idactus strandi ingår i släktet Idactus och familjen långhorningar.

## Underarter
Arten delas in i följande underarter:
- I. s. strandi
- I. s. plurifasciculatus